# Montenegró címere

Montenegró címere

Montenegró címere a Montenegrói Köztársaság egyik állami jelképe, amit 1993-ban hivatalosan is elismertek.

## Leírása
Petar II Petrović Njegoš, Montenegró fejedelme és püspöke állapította meg a címer mai formáját. Repülésre kész aranyszínű, kétfejű sas, aminek a mellkasát aranyoroszlán díszíti. Karmai között királyi szimbólumokat tart, két fejét pedig közös aranykorona díszíti. 

## Története
Sok ország használ kétfejű sast a zászlóin vagy a címerein. Egyes régészeti kutatások az ókori Asszíriához kötik, de a Keletrómai Birodalom (Bizánc) is használta. A pátriárkák gyűlése pecsétjein is előfordult szimbólumként. Oroszországban és Montenegróban egyidőben jelent meg. Úgy tartják, hogy Ivan Crnojević vette át 1468-ban a nagybátyjától, Szkander bégtől, ezzel jelezve, hogy nagybátyja halála után joga van a birtokaira.
Montenegró a török uralom alól csak 1878-ban szabadult fel véglegesen. Az 1905-ös montenegrói alkotmány alapján ez lett az ország címere. A Szerb-Horvát-Szlovén Királyság létrejöttével a centralizált államban nem kapott helyet a montenegrói címer. A második Jugoszlávia kikiáltásakor Montenegró megkapta vöröscsillagos címerét, melyet egészen 1993-ig használt.